# 欧罗斯·帕尔
欧罗斯·帕尔（匈牙利語：Orosz Pál，1934年1月25日—2014年5月12日），匈牙利男子足球运动员。他曾代表匈牙利参加1960年夏季奥林匹克运动会足球比赛，获得一枚铜牌。他因癌症在布达佩斯去世，享年80岁。